# Maria Christina Bruhn
Maria Christina Bruhn (* 1732 in Stockholm; † 21. Oktober 1808 ebenda) war eine schwedische Unternehmerin und Erfinderin. Sie gilt als eine der ersten Frauen, die in Schweden ein Patent anmeldete.

## Leben
Bruhn war die älteste von drei Töchtern von Johan und Inga Catharina Bruhn. Ihr Vater, ein ehemaliger Buchhalter der Königinwitwe Hedwig Eleonora und später im schwedischen Stempelamt beschäftigt, starb, als Maria Christina neun Jahre alt war, und hinterließ die Familie hochverschuldet. Ihre Mutter etablierte 1741 eine der ersten Tapetenmanufakturen in Schweden. Das Geschäft florierte und gemeinsam mit der Hilfe ihrer beiden ältesten Töchter produzierte sie rund 5000 Bahnen handgemalte Tapeten – etwa 10 % der gesamten von der Stockholmer Handelskammer registrierten Tapeten ihrer Zeit. Als ihre Mutter 1751 starb, übernahm Maria Christina das Geschäft und führte es die nächsten 35 Jahre weiter.

Kartuschenbeutel

Bruhn war eine kluge Geschäftsfrau und war gut vernetzt. 1766 heiratete ihre Schwester Inga den Stadtingenieur Hieronymus von der Burg, einen Schüler Carl von Linnés, durch den sie Kontakte in der Stockholmer Oberschicht knüpfen konnte. Zu diesen gehörten Mitglieder der Militärakademie, durch die Bruhn von einem Preisgeld von 6000 Kupfertalern hörte, das der frisch gekrönte König Gustav III. demjenigen versprochen hatte, der eine wichtige Verbesserung der Aufbewahrung von Schwarzpulver in Kartuschbeuteln und in Pulverfässern präsentieren konnte. Bruhn begann mit dem Experimentieren und präsentierte im Frühling 1774 ihre Erfindung. Sie hatte Kartuschenbeutel aus Papier mit einem wasser- und feuerbeständigen Material überzogen. Bei Tests hinterließen die Beutel allerdings Rückstände im Kanonenlauf, die diesen verstopften. Da allerdings auch konkurrierende Vorschläge nicht fehlerfrei funktionierten, wurde der Wettbewerb ausgesetzt. Bruhn verbesserte daraufhin ihre Kartuschenbeutel, indem sie ein Stück Wollstoff am einen Ende anbrachte, das Rückstände in den Kanonen verhinderte, und belieferte in den folgenden Jahren auf eigene Rechnung die Kadettenschule mit ihrer Erfindung.
1781 erhielt Major Per Gustaf Wagenfelt eine königliche Prämie von 500 Riksdaler für die Erfindungen der imprägnierten Kartuschen. Als dies bekannt wurde, protestierte Bruhn vor dem König und beanspruchte die Erfindung für sich. Im August 1786 gab ihr das Krigskollegium, die schwedische Militärverwaltung, schließlich Recht und sprach ihr das Patent und die Hälfte des Preisgeldes zu. 1787, 13 Jahre nachdem sie ihre Erfindung präsentiert hatte, erhielt Bruhn schließlich ihre Belohnung und schloss ihre Tapetenwerkstatt. Ihre letzten Lebensjahre verbrachte sie zurückgezogen und lebte von ihrem Preisgeld sowie einer Rente, die von einer Stiftung für pensionierte Kunsthandwerker ausgezahlt wurde.